# Gnophos macroprion
Gnophos macroprion là một loài bướm đêm trong họ Geometridae.